# James B. Anderson
James Bernhard Anderson (Cleveland, 16 de noviembre de 1935-State College, 14 de enero de 2021) fue un químico y físico estadounidense. Fue profesor Evan Pugh de química y física en la Universidad Estatal de Pensilvania. Se especializó en química cuántica por métodos de montecarlo, dinámica molecular de colisiones reactivas, cinética y mecanismos de reacciones en fase gaseosa y teoría de eventos raros.

## Biografía

### Primeros años
Nació en 1935 en Cleveland, Ohio, de padres estadounidenses de ascendencia sueca, Bertil y Lorraine Anderson. Se crio en Morgantown, Virginia Occidental y pasó los veranos de su infancia en la isla de Put-in-Bay, Ohio.
Obtuvo una licenciatura en ingeniería química por la Universidad Estatal de Pensilvania, una maestría de la Universidad de Illinois y una maestría y un doctorado de la Universidad de Princeton.

### Carrera
Comenzó su carrera profesional como ingeniero en investigación y desarrollo petroquímico en Shell Chemical Company de 1958 a 1960 en Deer Park, Texas. Comenzó su carrera académica como profesor de ingeniería química en la Universidad de Princeton en 1964 y continuó como profesor de ingeniería en la Universidad de Yale en 1968 antes de trasladarse a la Universidad Estatal de Pensilvania en 1974. Desde 1995 hasta su jubilación en 2014, fue profesor Evan Pugh de química y física en la Universidad Estatal de Pensilvania. También se desempeñó como profesor visitante en la Universidad de Cambridge, la Universidad de Milán, la Universidad de Kaiserslautern, la Universidad de Gotinga, la Universidad Libre de Berlín y la Universidad Técnica de Aquisgrán.

### Vida personal
Se casó con su esposa Nancy Anderson (de soltera Trotter) en 1958. Tienen tres hijos y seis nietos. Falleció el 14 de enero de 2021 en State College, Pensilvania.

## Publicaciones seleccionadas
- Anderson, J. B.; Fenn, J. B. (1965). «Velocity Distributions in Molecular Beams from Nozzle Sources». Phys. Fluids 8 (5): 780-787. Bibcode:1965PhFl....8..780A. doi:10.1063/1.1761320.
- Abuaf, N.; Anderson, J. B.; Andres, R. P.; Fenn, J. B.; Marsden, D. G. H. (1967). «Molecular Beams with Energies Above One Electron Volt». Science 155 (3765): 997-999. Bibcode:1967Sci...155..997A. PMID 17830486. doi:10.1126/science.155.3765.997.
- Anderson, J. B.; Davidovits, P. (1975). «Isotope Separation in a Seeded Beam». Science 187 (4177): 642-644. Bibcode:1975Sci...187..642A. PMID 17810060. doi:10.1126/science.187.4177.642.
- Anderson, J. B. (1970). «Energy Requirements for Chemical Reaction: H + HF → H2 + F». J. Chem. Phys. 52 (7): 3849-50. Bibcode:1970JChPh..52.3849A. doi:10.1063/1.1673576.
- Jaffe, R. L.; Anderson, J. B. (1971). «Classical Trajectory Analysis of the Reaction F + H2 → HF + H». J. Chem. Phys. 54 (5): 2224-2236. Bibcode:1971JChPh..54.2224J. doi:10.1063/1.1675156.
- Anderson, J. B. (1973). «Statistical Theories of Chemical Reactions. Distributions in the Transition Region». J. Chem. Phys. 58 (10): 4684. Bibcode:1973JChPh..58.4684A. doi:10.1063/1.1679032.
- Jaffe, R. L.; Henry, J. M.; Anderson, J. B. (1973). «Variational Theory of Reaction Rates: Application to F + H2 ⇔ HF + H». J. Chem. Phys. 59: 1128. doi:10.1063/1.1680158.
- Anderson, J. B. (1975). «A Test of the Validity of the Combined Phase-Space/Trajectory Method». J. Chem. Phys. 62 (6): 2446. Bibcode:1975JChPh..62.2446A. doi:10.1063/1.430721.
- Jaffe, R. L.; Henry, J. M.; Anderson, J. B. (1976). «Molecular Dynamics of the Hydrogen Iodide and Hydrogen-Iodine Exchange Reactions». J. Am. Chem. Soc. 98 (5): 1140-1155. doi:10.1021/ja00421a016.
- Anderson, J. B. (1995). «Predicting Rare Events in Molecular Dynamics». Advances in Chemical Physics 91: 381.
- Anderson, J. B.; Anderson, L. E.; Kussmann, J. (2010). «Monte Carlo Simulations of Single and Multistep Enzyme-Catalyzed Reaction Sequences: Effects of Diffusion, Cell Size, Enzyme Fluctuations, Co-localization, and Segregation». Journal of Chemical Physics 133 (3): 034104. Bibcode:2010JChPh.133c4104A. PMID 20649305. doi:10.1063/1.3459111.
- Nangia, S.; Anderson, J. B. (2011). «Temperature effects on enzyme-catalyzed reactions within a cell: Monte Carlo simulations for coupled reaction and diffusion». Chemical Physics Letters 556: 372-375. doi:10.1016/j.cplett.2012.11.079.